# Josip Torbar (st.)
Josip Torbar, stariji (Hrženik kraj Krašića, 12. travnja 1889. – New York, 5. siječnja 1963.), bio je hrvatski, pravnik i političar.

## Životopis
Josip Torbar, stariji, rodio se u Hrženiku kraj Krašića, 1889. godine. Otac je dra Josipa Torbara, mlađega.
Josip Torbar, stariji, gimnaziju je polazio u Požegi i Zagrebu. Nakon toga u Zagrebu svršio je pravni fakultet, a u Zagrebu je i doktorirao. Odvjetničku pisarnicu otvorio je 1919. godine u Zagrebu. 
Dr. Josip Torbar, stariji, pripadao je najužem vodstvu Hrvatske seljačke stranke. U vladi Dragiše Cvetkovića, 1939. godine, bio je ministar pošta i brzojava.
Za vrijeme NDH bio je više puta zatvaran a u svezi Urote Lorković-Vokić, u rujnu 1944. godine, bio je uhićen i zatvoren u Lepoglavi. Pušten je uoči sloma NDH.
Početkom svibnja 1945. godine emigrirao je s obitelji i u emigraciji bio do smrti. Umro je u New Yorku, 1963. godine.